# Evženie Leuchtenberská
Evženie Leuchtenberská (Evženie Hortenzie Augusta Napoléone; 22. prosince 1808, Milán – 1. září 1847, Freudenstadt) byla francouzsko-německou princeznou. Byla dcerou Evžena de Beauharnais a princezny Augusty Bavorské. Sňatkem s Konstantinem Hohenzollernsko-Hechingenským se stala hohenzollernsko-hechingenskou kněžnou.

## Život

### Dětství
Evženie se narodila jako katolička a v této víře také vyrůstala v paláci Leuchtenberg na Ludwigstraße v Mnichově. Letní měsíce často trávila s rodiči na zámku Eugensberg, který nechal její otec postavit na Bodamském jezeře. Chování rodiny bylo po všech stránkách knížecí – francouzský vyslanec Coulomb v roce 1822 napsal: „Princ Evžen de Beauharnais žije ve větším luxusu, než [Napoleonův] dvůr.“ Jejich palác v Mnichově byl postaven známým bavorským architektem Leem von Klenzem za více než 2 miliony guldenů. Kromě paláce v Mnichově a zámku Eugensberg měla rodina také zámky v Eichstättu a Ismaningu. Po otcově smrti v roce 1824 zdědila Evženie zámek Eugensberg.

### Sňatek
V sedmnácti letech se Evženie 22. května 1826 v Eichstättu provdala za katolického knížete Konstantina Hohenzollernsko-Hechingenského. Evženie s sebou do Hechingenu přivedla Gustava von Billing jako svého finančního poradce; jménem její matky řídil její velké věno a jako poradce si získal podporu také Konstantina. Od roku 1833 žila Evženie s manželem na zámku Lindich u Hechingenu, sídelního města Hohenzollern-Hechingenů. Přesto trávili letní měsíce na zámku Eugensberg, kde Evženie udržovala kontakt se svou tetou Hortense a bratrancem Ludvíkem Napoleonem, který se později stal Napoleonem III.

### Život v Hechingenu
Evženie měla velkou touhu po životě a dokonce se v roce 1831 s manželem zúčastnila honu na jelena. Pár podnikal výlety do Mnichova, na zámek Eugensburg, na letní sídlo bavorských králů v Tegernsee a v roce 1833 podnikli manželé velkou cestu po Itálii, která trvala 18 měsíců.
Evženie pak prodala zámek Eugensburg za 32.000 guldenů Heinrichovi von Kiesow z Augsburgu. Výnos z prodeje využila na přestavbu vily Eugenia, kde se pár v roce 1834 usadil. Na jižním okraji parku u vily získala hostinec Zur Silberburg, který v roce 1844 přestavěla na další vilu, aby zde mohla ubytovat své vznešené známé. Také zakoupila okolní zahrady a nechala je přepracovat na Anglický park.
Mezi známými návštěvníky páru byl její bratranec Napoleon III., skladatel Hector Berlioz a virtuos Ferenc Liszt. Hofkapelle měla dobrý pěvecký sbor a od roku 1843 se ve vile pořádaly nedělní koncerty.
Evženie zůstala bezdětná a útěchu hledala ve vzrůstající zbožnosti, zřizování domu pro seniory v Hechingenu a velkého Kinderbewahranstalt (dětské centrum) pro město. To bylo zřízeno pro děti, jejichž rodičům „často brání ve výchově malých dětí obchodní nebo domácí potíže, doma nebo na polích“.
Deset let navštěvovala svého tchána Fridricha, který byl smrtelně nemocný z válečných zranění a který zemřel v roce 1838 na zámku Lindich. Každý Zelený čtvrtek omývala Evženie s manželem nohy dvanácti starým a chudým místním lidem a pak je pozvali na Apostelmahl (apoštolské jídlo) nebo na Poslední večeři do Billardhäuschenu ve Fürstengartenu.
Evženie onemocněla tuberkulózou a v zimě 1846 se přestěhovala do takzvaného Hofküche přímo za vilou, protože tam se mohla lépe zahřát. Lékaři ji léčili zvláštním způsobem, například vdechováním kravského trusu a pálením moxových tyčinek na hrudi. Kvůli riziku šíření nemoci mohla svého manžela vidět jen zřídka, a to jen na dálku. V létě 1847 se vydala na léčbu do lázní Badenweiler, ale na zpáteční cestě 1. září 1847 zemřela v hotelu Post ve Freudenstadtu. Byla pohřbena v hrobce před hlavním oltářem Stiftskirche v Hechingenu. Na žádost její matky bylo její srdce přemístěno do urny v kapli paláci Leuchtenberg v Mnichově; od roku 1952 je uloženo ve výklenku vedle sborových schodů na pravé straně Stiftskirche. Ve své poslední vůli odkázala své jmění ve výši 273 000 guldenů charitě.

### Vyznamenání
- řád Svaté Alžběty

## Vývod z předků
|                        |                                                            |  |                                     |                                                                             |  |  |  |  |  |  |  | Claude de Beauharnais |
|                        |                                                            |  |                                     |                                                                             |  |  |  |  |  |  |  |                       |
|                        | František V. de Beauharnais                                |  |                                     |                                                                             |  |  |  |  |  |  |  |                       |
|                        |                                                            |  |                                     |                                                                             |  |  |  |  |  |  |  |                       |
|                        |                                                            |  |                                     | Renée Hardouineau                                                           |  |  |  |  |  |  |  |                       |
|                        |                                                            |  |                                     |                                                                             |  |  |  |  |  |  |  |                       |
|                        | Alexandre de Beauharnais                                   |  |                                     |                                                                             |  |  |  |  |  |  |  |                       |
|                        |                                                            |  |                                     |                                                                             |  |  |  |  |  |  |  |                       |
|                        |                                                            |  |                                     | François-Louis de Pyvart de Chastullé                                       |  |  |  |  |  |  |  |                       |
|                        |                                                            |  |                                     |                                                                             |  |  |  |  |  |  |  |                       |
|                        | Marie Anne Henriette Françoise de Pyvart de Chastullé      |  |                                     |                                                                             |  |  |  |  |  |  |  |                       |
|                        |                                                            |  |                                     |                                                                             |  |  |  |  |  |  |  |                       |
|                        |                                                            |  |                                     | Jeanne Hardouineau de Laudanière                                            |  |  |  |  |  |  |  |                       |
|                        |                                                            |  |                                     |                                                                             |  |  |  |  |  |  |  |                       |
|                        | Evžen de Beauharnais                                       |  |                                     |                                                                             |  |  |  |  |  |  |  |                       |
|                        |                                                            |  |                                     |                                                                             |  |  |  |  |  |  |  |                       |
|                        |                                                            |  |                                     | Gaspard Joseph Tascher de la Pagerie                                        |  |  |  |  |  |  |  |                       |
|                        |                                                            |  |                                     |                                                                             |  |  |  |  |  |  |  |                       |
|                        | Joseph-Gaspard Tascher de la Pagerie                       |  |                                     |                                                                             |  |  |  |  |  |  |  |                       |
|                        |                                                            |  |                                     |                                                                             |  |  |  |  |  |  |  |                       |
|                        |                                                            |  |                                     | Françoise Bourreau de la Chevalerie                                         |  |  |  |  |  |  |  |                       |
|                        |                                                            |  |                                     |                                                                             |  |  |  |  |  |  |  |                       |
|                        | Joséphine de Beauharnais                                   |  |                                     |                                                                             |  |  |  |  |  |  |  |                       |
|                        |                                                            |  |                                     |                                                                             |  |  |  |  |  |  |  |                       |
|                        |                                                            |  |                                     | Joseph François des Vergers de Sannois                                      |  |  |  |  |  |  |  |                       |
|                        |                                                            |  |                                     |                                                                             |  |  |  |  |  |  |  |                       |
|                        | Rose-Claire des Vergers de Sannois                         |  |                                     |                                                                             |  |  |  |  |  |  |  |                       |
|                        |                                                            |  |                                     |                                                                             |  |  |  |  |  |  |  |                       |
|                        |                                                            |  |                                     | Catherine Marie Brown                                                       |  |  |  |  |  |  |  |                       |
|                        |                                                            |  |                                     |                                                                             |  |  |  |  |  |  |  |                       |
| Evženie Leuchtenberská |                                                            |  |                                     |                                                                             |  |  |  |  |  |  |  |                       |
|                        |                                                            |  |                                     |                                                                             |  |  |  |  |  |  |  |                       |
|                        |                                                            |  | Kristián III. Falcko-Zweibrückenský |                                                                             |  |  |  |  |  |  |  |                       |
|                        |                                                            |  |                                     |                                                                             |  |  |  |  |  |  |  |                       |
|                        | Fridrich Michal Falcko-Zweibrückenský                      |  |                                     |                                                                             |  |  |  |  |  |  |  |                       |
|                        |                                                            |  |                                     |                                                                             |  |  |  |  |  |  |  |                       |
|                        |                                                            |  |                                     | Karolína Nasavsko-Saarbrückenská                                            |  |  |  |  |  |  |  |                       |
|                        |                                                            |  |                                     |                                                                             |  |  |  |  |  |  |  |                       |
|                        | Maxmilián I. Josef Bavorský                                |  |                                     |                                                                             |  |  |  |  |  |  |  |                       |
|                        |                                                            |  |                                     |                                                                             |  |  |  |  |  |  |  |                       |
|                        |                                                            |  |                                     | Josef Karel Falcko-Sulzbašský                                               |  |  |  |  |  |  |  |                       |
|                        |                                                            |  |                                     |                                                                             |  |  |  |  |  |  |  |                       |
|                        | Marie Františka Falcko-Sulzbašská                          |  |                                     |                                                                             |  |  |  |  |  |  |  |                       |
|                        |                                                            |  |                                     |                                                                             |  |  |  |  |  |  |  |                       |
|                        |                                                            |  |                                     | Alžběta Augusta Falcko-Neuburská                                            |  |  |  |  |  |  |  |                       |
|                        |                                                            |  |                                     |                                                                             |  |  |  |  |  |  |  |                       |
|                        | Augusta Bavorská                                           |  |                                     |                                                                             |  |  |  |  |  |  |  |                       |
|                        |                                                            |  |                                     |                                                                             |  |  |  |  |  |  |  |                       |
|                        |                                                            |  |                                     | Ludvík VIII. Hesensko-Darmstadtský                                          |  |  |  |  |  |  |  |                       |
|                        |                                                            |  |                                     |                                                                             |  |  |  |  |  |  |  |                       |
|                        | Jiří Vilém Hesensko-Darmstadtský                           |  |                                     |                                                                             |  |  |  |  |  |  |  |                       |
|                        |                                                            |  |                                     |                                                                             |  |  |  |  |  |  |  |                       |
|                        |                                                            |  |                                     | Šarlota Hanavsko-Lichtenberská                                              |  |  |  |  |  |  |  |                       |
|                        |                                                            |  |                                     |                                                                             |  |  |  |  |  |  |  |                       |
|                        | Augusta Vilemína Marie Hesensko-Darmstadtská               |  |                                     |                                                                             |  |  |  |  |  |  |  |                       |
|                        |                                                            |  |                                     |                                                                             |  |  |  |  |  |  |  |                       |
|                        |                                                            |  |                                     | Kristián Karel Reinhard Leiningensko-Dachsbursko-Falkenbursko-Heidesheimský |  |  |  |  |  |  |  |                       |
|                        |                                                            |  |                                     |                                                                             |  |  |  |  |  |  |  |                       |
|                        | Marie Luisa Albertina Leiningensko-Falkenbursko-Dagsburská |  |                                     |                                                                             |  |  |  |  |  |  |  |                       |
|                        |                                                            |  |                                     |                                                                             |  |  |  |  |  |  |  |                       |
|                        |                                                            |  |                                     | Kateřina Polyxena Solms-Rödelheimská                                        |  |  |  |  |  |  |  |                       |
|                        |                                                            |  |                                     |                                                                             |  |  |  |  |  |  |  |                       |